# Цэрэнпилийн Гомбосурэн
Цэрэнпилийн Гомбосурэн (5 января 1943, Хужирт, Уверхангай, МНР) — монгольский политик, Министр иностранных дел Монголии (1988—1996), дипломат, переводчик.

## Образование
1951—1961 годах Средняя школа сомона Хужирт Увурхангайского аймака.
1961—1966 годах Московский государственный университет печати.
1974—1976 годах Академия Общественных наук при ЦК КПСС,
1978—1979 годах Дипломатическая Академия при МИД, СССР.

## Деятельность
1967—1974 годах Технолог, начальник отдела Государственного печатного комбината.
1976—1982 годах Начальник 1-отдела МИД МНР.
1982—1984 годах Заместитель министра иностранных дел МНР.
1984—1987 году Советник-посланник в Посольстве МНР в СССР.
1987—1988 году Заместитель Международного отдела ЦК МНРП.
1988—1996 году Министр иностранных дел Монголии.
1990 году секретарь, член Политбюро ЦК МНРП.
1992—1996 годах член Великого Государственного Хурала /Парламента/ Монголии.
1997—2002 годах Председатель правления, советник Национальной Фабрики по ценным бумагам.

## Творчество
Перевёл с русского на монгольский язык «Царь-рыба» известного русского писателя В. Астафьева, «Дети Арбата» А. Рыбакова, «Страх», «Пепел» И. Ильфа, «12 стульев» и «Золотой теленок» И. Ильфа и Е. Петрова. Перевел более 20 русских классиков, в том числе Ф. М. Достоевского «Грех», «Братья Карамазовы» и «Безумие» и других авторов.

### Награды
- Орден Сухэ-Батора
- «Полярная Звезда»
- Дипломатический ранг Чрезвычайного и Полномочного Посла Монголии (1991)
- Заслуженный деятель искусств Монголии (2005)